# Aaschit

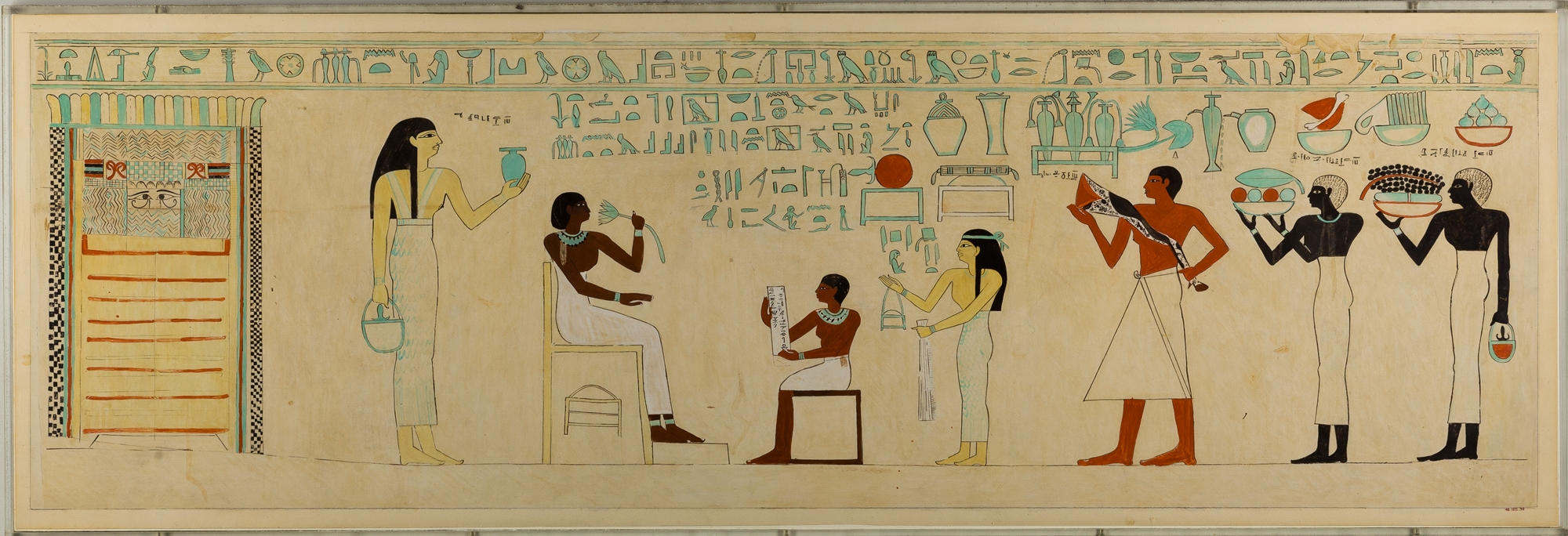
Innenseite des Sarkophages der Aaschit mit ihrer Darstellung

Aaschit war im alten Ägypten eine Königsgemahlin von Mentuhotep II. (ca. 2000 v. Chr.). Sie ist von ihrer Bestattung im Totentempel des Mentuhotep II. in Deir el-Bahari bekannt. Sie trug die Titel „Priesterin der Hathor“, „die den König schmückt“ und „geliebte Königsgemahlin“ (Ḥm.t-njswt-mrj.t.f = Hemet-nisut-meritef). Aaschit ist auch durch ihren reich dekorierten Sarkophag bekannt, der sich heute im Ägyptischen Museum Kairo befindet.
Im Totentempel von Mentuhotep II. fanden sich sechs Bestattungen königlicher Damen, die in einer Reihe standen und jeweils aus einer dekorierten Kapelle und einem dahinter liegenden Grabschacht bestanden. Die Kapellen fanden sich nur noch in Bruchstücken erhalten; sie waren außen mit Reliefs dekoriert, die die Damen zusammen mit dem König, alleine oder beim Trinken von Milch zeigen. Letztere Szene findet sich meist in Verbindung mit der Darstellung einer Kuh, die wiederum wahrscheinlich Hathor repräsentiert. Der Status dieser Frauen und damit auch der Status von Aaschit sind umstritten. Der Titel „Königsgemahlin“ findet sich nur auf der Kapelle, jedoch nicht auf dem Sarkophag, wo sie meist als „Priesterin der Hathor“ erscheint.
Die Bestattung der Aaschit fand sich beraubt, enthielt aber noch den dekorierten Sarkophag der Königin. Im Sarkophag befand sich ein dekorierter Holzsarg, der sich heute ebenso im Ägyptischen Museum in Kairo befindet.
Ihr Name ist unägyptisch und sie stammt eventuell von den Medjau. Zwei ihrer Dienerinnen werden als Medjau-Frauen bezeichnet und Aaschit wird mit dunkler Hauptfarbe und kurzen, lockigen Haar dargestellt.